# Odyssey Arena
Odyssey Arena é uma arena multi-uso localizado em Belfast, Irlanda do Norte.